# Oskar Eberle
Oskar Eberle (Zurigo, 1902 – Altdorf, 1956) è stato un drammaturgo, regista e storico svizzero.

## Biografia

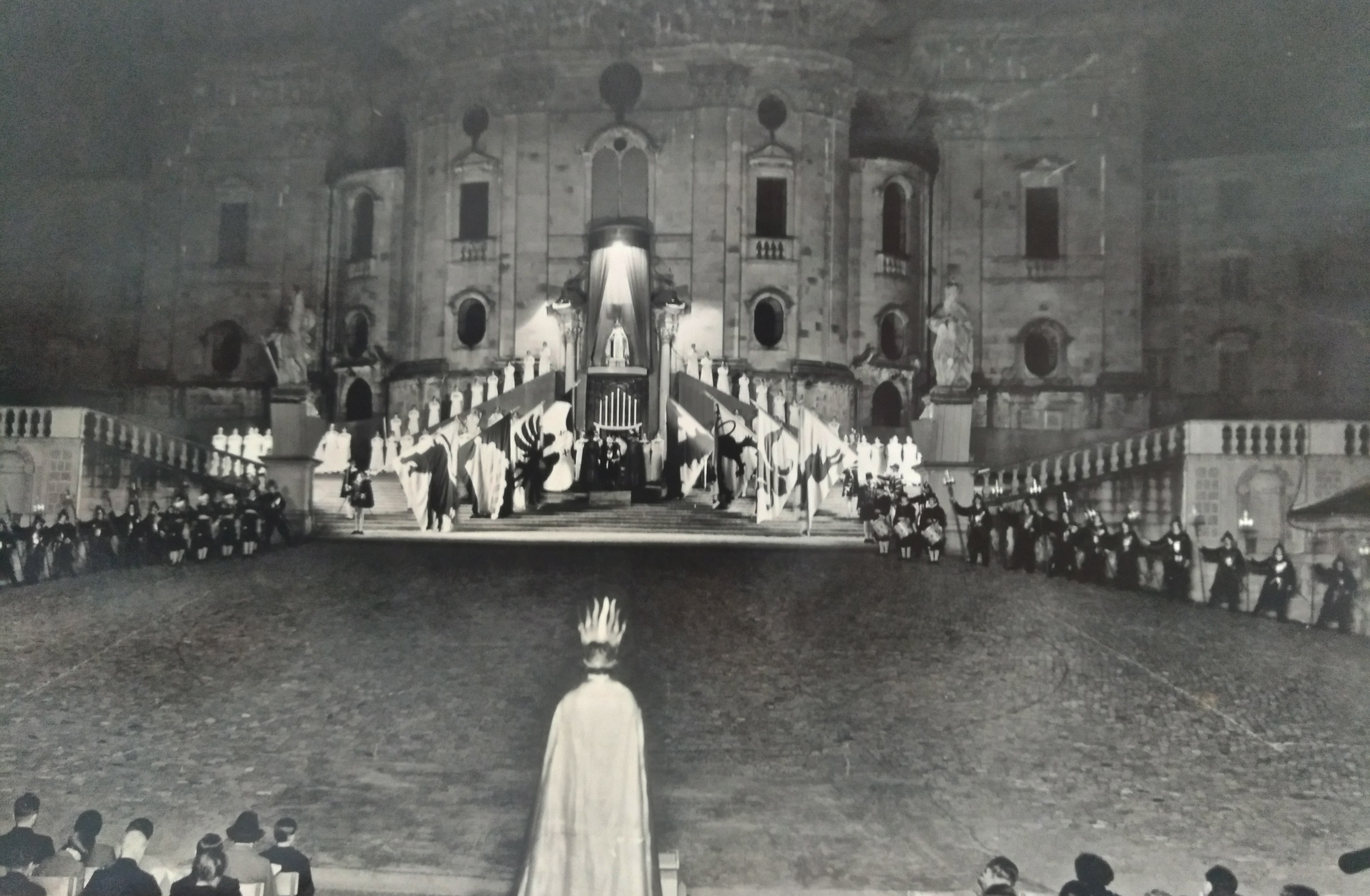
Spettacolo del teatro mondiale di Einsiedeln, 1935

Dopo aver studiato scienze teatrali in Germania, Oskar Eberle si dedicò a studi approfonditi riguardanti il teatro elvetico: Theatergeschichte der innern Schweiz 1200–1800 (Storia teatrale della Svizzera interna, 1929), Barok in der Schweiz (Il Barocco in Svizzera, 1929), Das Luzerner Passionspiel (Il dramma lucernese della Passione, 1934), analizzando poi la forme spettacolari dei popoli primitivi, Cenalora. Leben, Glaube, Tanz und Theater der Urvölker (Cenalora. Vita, fede, danza e teatro dei popoli indigeni, 1955).
Non meno importante la sua attività di animatore, regista, rifacitore di vecchi testi, specialmente per gli spettacoli all'aperto di Lucerna ed Einsiedeln.
Fondò inoltre la Società svizzera di cultura teatrale (1927) e la Raccolta teatrale presso la Biblioteca di Berna.
Nel suo approfondimento dedicato alla vita e alle opere di Oskar Eberle – pubblicato nel 2016 nel volume Bühnenlandschaften. Theater in der Zentralschweiz, che descrive la situazione del teatro nella Svizzera centrale – Josef Bättig esprime un giudizio sia di grande stima sia non positivo nei riguardi dello storico cofondatore della Società Svizzera di Studi Teatrali (SSST).
La grande considerazione è giustificata dalla creatività e dal carisma dell'uomo di teatro, i dubbi invece sono dovuti alla sua ipotetica vicinanza alle ideologie contemporanee. Comunque le conclusioni di Bättig sono per una valutazione complessivamente più che buona di Eberle, empatica e comprensiva e obiettiva nello stesso tempo.

## Opere

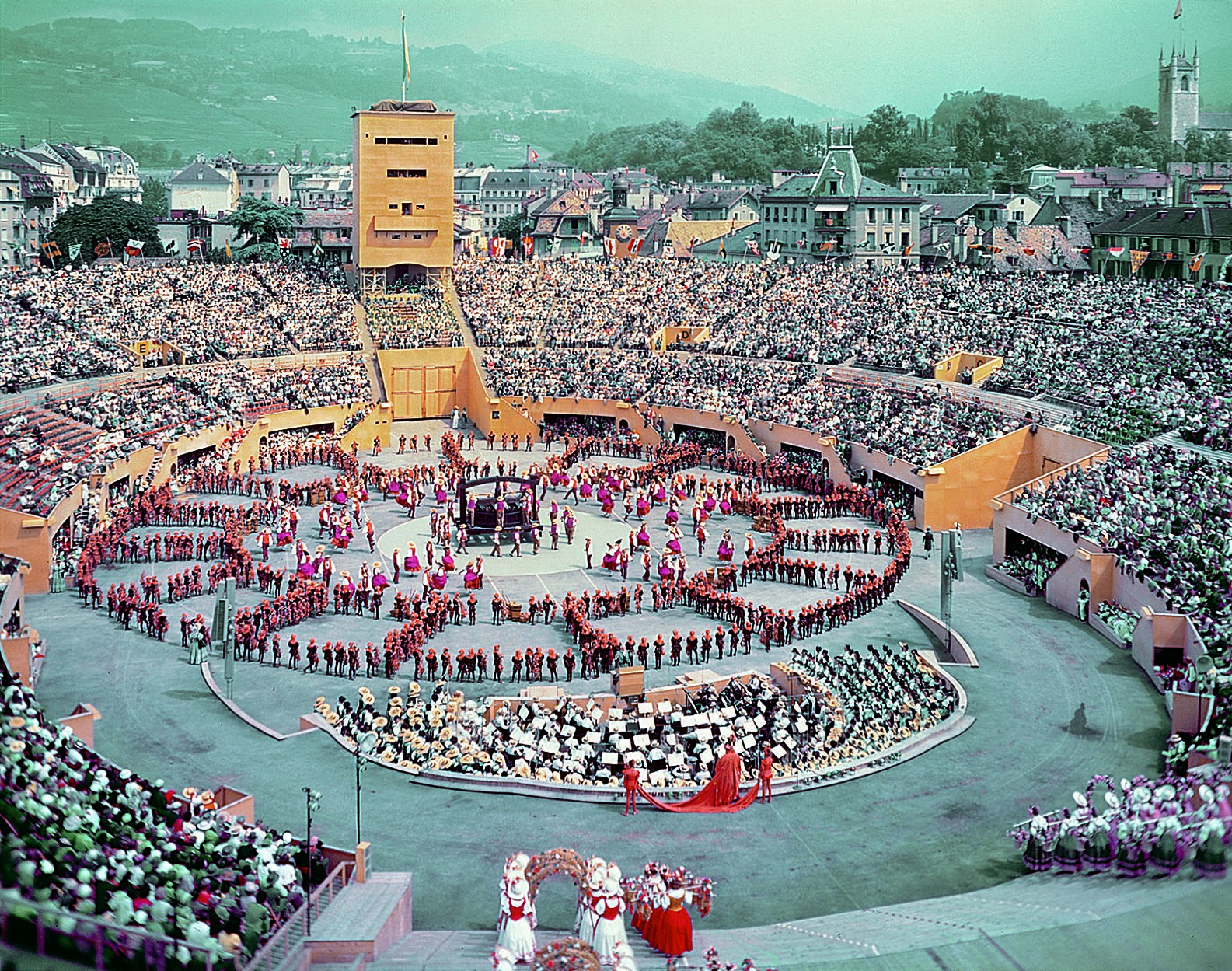
Festival dei viticoltori di Vevey 1955, Arena

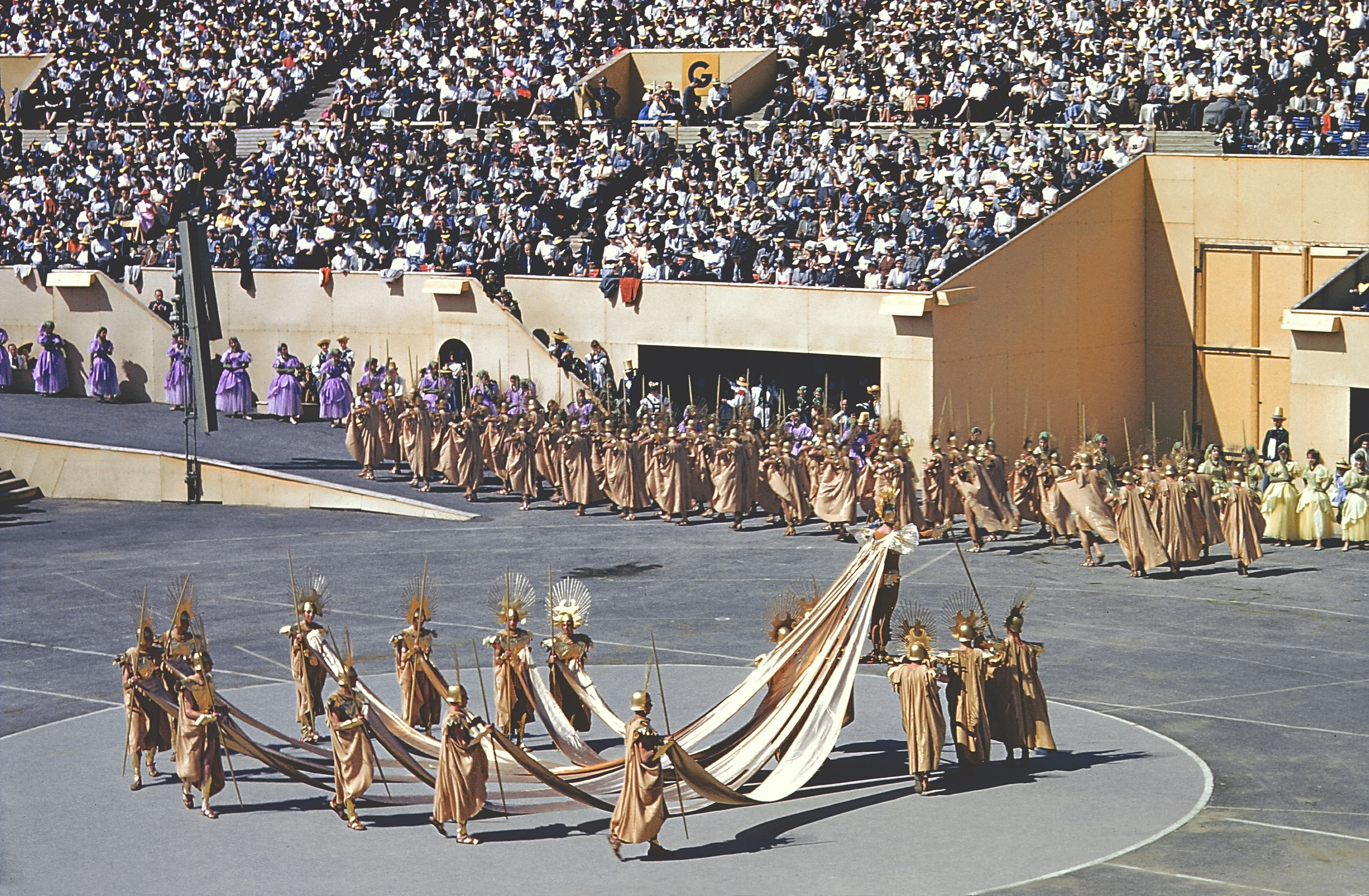
Festival dei viticoltori di Vevey 1955

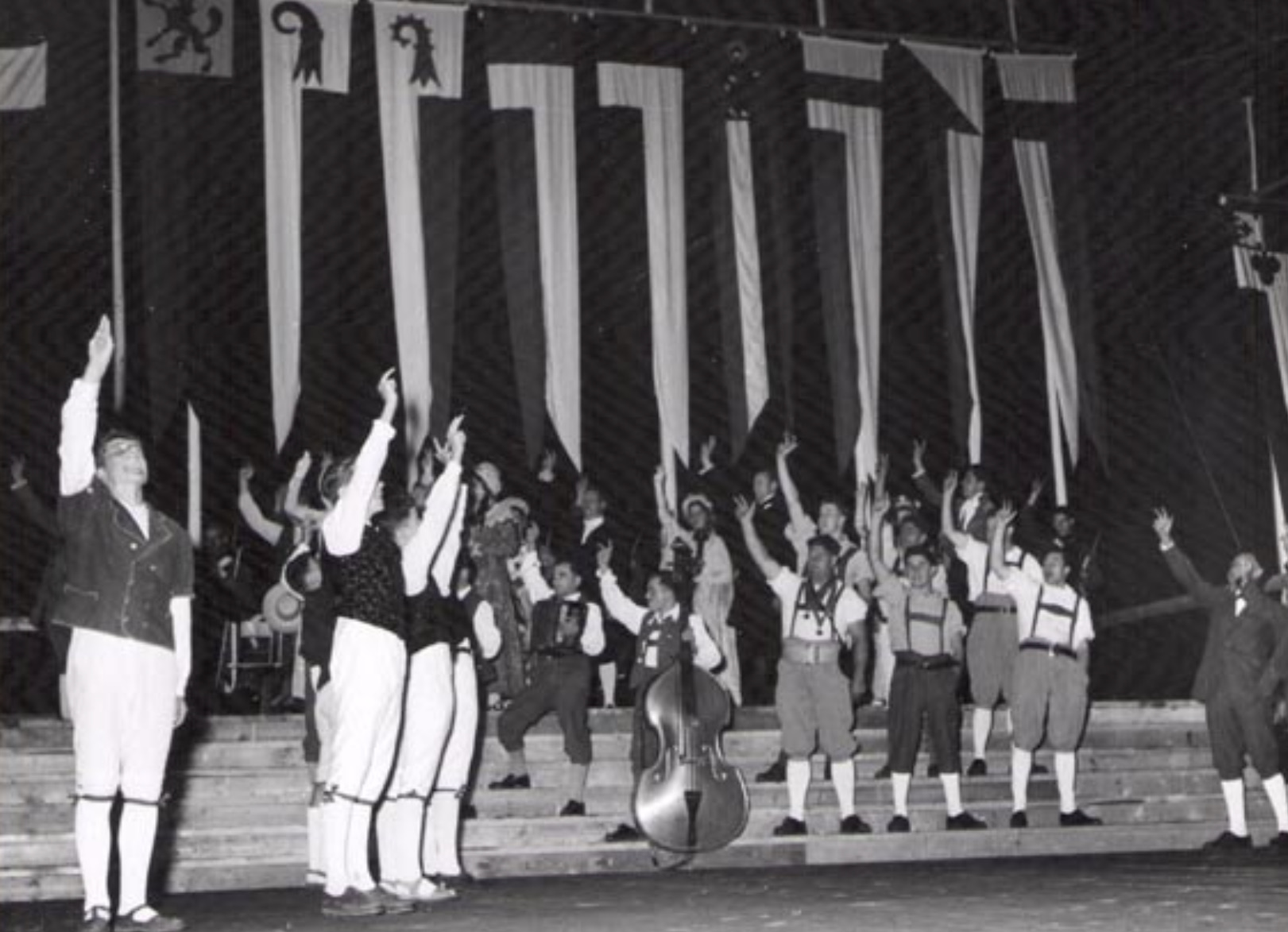
Festival "Unspunnen 1805" del 1955 sull'Unspunnenwiese

### Drammi
- Bruderklausenspiel, 1929;
- Christ-Königs-Passion, 1934;
- Der heilige Kanzler, 1936;
- Luzerner Passionsspiel, 1938;
- Schwyzer Wienachtsspyl, 1941;
- Jedema (Jedermann), 1942;
- Chlaus vo Flüe, 1944;
- Fritschispyl, 1945;
- Mirakel, 1947;
- Vivelun Taikun, 1947;
- Der Lätz gwünnt die Rächt, 1949;
- Die goldig Melody, 1950.

### Saggi
- Theatergeschichte der innern Schweiz 1200–1800, 1929;
- Das vaterländische Theater, 1928;
- Geistliche Spiele, 1930;
- Die Berufsbühnen der Schweiz, 1931;
- Erneuerung des schweizerischen Theaters, 1934;
- Fasnachtsspiele (Die Japanesenspiele in Schwyz), 1935;
- Festspiele am Vierwaldstättersee, 1938;
- Wege zum Schweizer Theater, 1943;
- Theaterbau gestern und heute, 1947;
- Cenalora. Leben, Glaube, Tanz und Theater der Urvölker, 1954.